# District de Mont-de-Marsan
Le district de Mont-de-Marsan est une ancienne division territoriale française du département des Landes de 1790 à 1795.

## Présentation
Il était composé des cantons de Mont de Marsan, Gabarret, Grenade, Roquefort, Saint Justin et Villeneuve. Le couvent des Barnabites de Mont-de-Marsan accueillait ses bureaux.